# Ministério da Cultura (França)
O Ministério da Cultura da França (denominado oficialmente em 1997, como « Ministère de la Culture et de la Communication » (em português:  Ministério da Cultura e da Comunicação) foi fundado em 3 de fevereiro de 1959 por Charles de Gaulle, e atribuído à André Malraux sob o nome de « Ministère d'État chargé des Affaires culturelles (em português:  Ministério do Estado responsável pelos Assuntos Culturais)». Desde então, muitos países também têm um Ministério da Cultura. O ministério é tradicionalmente chamado de « rua de Valois », que é o endereço principal do órgão público.
Anteriormente, essas funções eram realizadas por um ministro, um secretário de Estado ou um director da École des Beaux-Arts dependente do Ministério da Educação Nacional, mas não dependia totalmente à mercê das belas artes (arquitetura, pintura, escultura e gravura), mas também da música, dança, cinema, teatro, ópera, artes decorativas, monumento histórico, bem como em todas as escolas correspondentes.

## História
Derivado da Renascença italiana e dos tribunais de Ducado da Borgonha no Renascimento, o Estado tinha um papel fundamental a desempenhar no patrocínio de produção artística em que as artes estavam ligadas ao prestígio nacional, que foi encontrado na França desde o século 16.  Durante o período pré-revolucionário, essas ideias foram aparentes, tal como a criação da Academia Francesa, a Academia Real de Pintura e Escultura e outras instituições de produção artísticas patrocinadas pelo Estado, através das políticas culturais de Jean-Baptiste Colbert e Luís XIV.
O cargo moderno do Ministro da Cultura da França foi criado por Charles de Gaulle em 1959, com o primeiro-ministro, que foi o escritor André Malraux.  André Malraux foi responsável pela realização dos objetivos do "droit à la culture" ("direito à cultura"), uma ideia que tinha sido incorporada na Constituição francesa de 1958 com a Declaração Universal dos Direitos Humanos de 1948 pela democratização do acesso à cultura, ao mesmo tempo, atingindo o gaullismo, com o objetivo de elevar a "grandeur" ("grandeza") da pós-guerra na França.  Para isso, ele criou diversos centros culturais regionais em toda a França e patrocinou ativamente as artes.  Os gostos artísticos de Malraux incluíram as artes modernas de vanguarda, mas no geral ele permaneceu conservador.
Sob a presidência de François Mitterrand, o ministro da cultura Jack Lang se mostrou ser muito mais aberto a produção cultural popular, incluindo o jazz, rock and roll, rap, a arte de grafite moderna, cartoons, comic books, moda e alimentos.  Sua famosa frase "économie et culture, même combat" ("economia e cultura: são as mesmas lutas") representa seu compromisso com a democracia cultural, o patrocínio nacional e a participação ativa na produção cultural.  Para além da criação da Fête de la musique, supervisionou o bicentenário da França em 1989, ele estava no comando do programa arquitetónico maciço da era Mitterrand (a chamada "Grands Travaux" ou "Grandes Obras" como a Biblioteca Nacional da França, o novo Museu do Louvre, o Instituto do Mundo Árabe, o Museu de Orsay, a Ópera da Bastilha, o "Grande Arco de la Défense" (no centro financeiro da cidade de Paris) e a Cidade de Ciência e Música no Parc de la Villette).
O ministro Jacques Toubon foi notável por uma série de leis (conhecidas como "As Leis de Toubon") promulgada para a preservação de meios de língua francesa, tanto em anúncios (todos os anúncios que tiverem palavras estrangeiras, devem incluir a tradução em francês) e na rádio (80% das músicas tocadas nas estações de rádios francesas, devem ser em francês), para além do inglês.
A atual ministra é Rima Abdul-Malak, desde 20 de maio de 2022.

## Ministros da Cultura
| - Fevereiro de 1959 - André Malraux - Junho de 1969 - Edmond Michelet - Outubro de 1970 - André Bettencourt - Janeiro de 1971 - Jacques Duhamel - Abril de 1973 - Maurice Druon - Março de 1974 - Alain Peyrefitte - Junho de 1974 - Michel Guy - Agosto de 1976 - Françoise Giroud - Março de 1977 - Michel d'Ornano - Abril de 1978 - Jean-Philippe Lecat - Março de 1981 - Michel d'Ornano - Maio de 1981 - Jack Lang - Março de 1986 - François Léotard - Maio de 1988 - Jack Lang - Março de 1993 - Jacques Toubon | - Maio de 1995 - Philippe Douste-Blazy - Junho de 1997 - Catherine Trautmann - Março de 2000 - Catherine Tasca - Maio de 2002 - Jean-Jacques Aillagon - Março de 2004 - Renaud Donnedieu de Vabres - Maio de 2007 - Christine Albanel - Junho de 2009 - Frédéric Mitterrand - Maio de 2012 - Aurélie Filippetti - Agosto de 2014 - Fleur Pellerin - Fevereiro de 2016- Audrey Azoulay - Maio de 2017 - Françoise Nyssen - Outubro de 2018 - Franck Riester - Julho de 2020 - Roselyne Bachelot - Maio de 2022 - Rima Abdul-Malak |

## Nomes do Ministério da Cultura
Desde a Constituição francesa, não são identificados os ministros específicos (tal como "o ministro da mudança..." para isso e aquilo), cada governo pode etiquetar cada ministério como desejar, ou ter um ministério mais amplo a cargo de diversos setores governamentais. Por isso, o ministério passou por uma série de nomes diferentes:
| - 1959 - Ministère des Affaires culturelles (Ministério dos Assuntos Culturais) - 1974 - Ministère des Affaires culturelles et de l’Environnement (Ministério dos Assuntos Culturais e do Meio Ambiente) - 1974 - Secrétariat d’État à la Culture (Secretário de Estado da Cultura) - 1976 - Ministère de la Culture et de l’Environnement (Ministério da Cultura e do Meio Ambiente) - 1978 - Ministère de la Culture et de la Communication (Ministério da Cultura e da Comunicação) - 1981 - Ministère de la Culture (Ministério da Cultura) - 1986 - Ministère de la Culture et de la Communication (Ministério da Cultura e da Comunicação) | - 1988 - Ministère de la Culture, de la Communication, des Grands Travaux et du Bicentenaire (Ministério da Cultura, da Comunicação, das Grandes Obras e do Bicentenário) - 1991 - Ministère de la Culture et de la Communication (Ministério da Cultura e da Comunicação) - 1992 - Ministère de l’Éducation nationale et de la Culture (Ministério da Educação Nacional e da Cultura) - 1993 - Ministère de la Culture et de la Francophonie (Ministério da Cultura e da Francofonia) - 1995 - Ministère de la Culture (Ministério da Cultura) - 1997 - Ministère de la Culture et de la Communication (Ministério da Cultura e da Comunicação) |